# Meistaraflokkur 1951
La Meistaraflokkur 1951 fu la 40ª edizione del campionato di calcio islandese concluso con la vittoria del ÍA al suo primo titolo.

## Formula
Nessuna modifica rispetto alla stagione precedente. Le cinque squadre si affrontarono in un turno di sola andata per un totale di quattro partite.

## Squadre partecipanti
| Club     | Città     | Posizione 1950     |
| -------- | --------- | ------------------ |
| Fram     | Reykjavík | 2°                 |
| KR       | Reykjavík | Campione d'Islanda |
| Valur    | Reykjavík | 5°                 |
| Víkingur | Reykjavík | 4°                 |
| ÍA       | Akranes   | 3°                 |

Tutti gli incontri si disputarono allo stadio Melavöllur, impianto situato nella capitale.

## Classifica finale
|                    | Pos. | Squadra  | Pt | G | V | N | P | GF | GS | DR |
| ------------------ | ---- | -------- | -- | - | - | - | - | -- | -- | -- |
| Islanda (bandiera) | 1.   | ÍA       | 6  | 4 | 2 | 2 | 0 | 12 | 8  | +4 |
|                    | 2.   | Valur    | 4  | 4 | 2 | 0 | 2 | 9  | 6  | +3 |
|                    | 3.   | KR       | 4  | 4 | 2 | 0 | 2 | 8  | 8  | +0 |
|                    | 4.   | Víkingur | 3  | 4 | 1 | 1 | 2 | 7  | 6  | +1 |
|                    | 5.   | Fram     | 3  | 4 | 1 | 1 | 2 | 5  | 13 | -8 |

Legenda:

      Campione di Islanda
Note:

Due punti a vittoria, uno a pareggio, zero a sconfitta.

### Verdetti
- ÍA Campione d'Islanda 1951.